# Jukka Nykänen (Filmeditor)
Jukka Nykänen (* 1959) ist ein finnischer Filmeditor.

## Karriere
Jukka Nykänen arbeitete seit Mitte der 1980er Jahre als Filmeditor für unterschiedliche Film- und Fernsehproduktionen. Nach mehreren Kurzfilmen debütierte er 1988 mit dem Fernsehfilm Tiellä taas zum ersten Mal als Schnittmeister für einen Langspielfilm. Seitdem war er für über 70 Film- und Fernsehproduktionen als hauptverantwortlicher Filmeditor tätig. Insgesamt wurde er sieben Mal für einen Jussi nominiert und davon drei Mal, für Ambush 1941 – Spähtrupp in die Hölle, Sotalapset und Black Ice, ausgezeichnet. 2004 bekam er die Auszeichnung Elokuvataiteen valtionpalkinto.

## Filmografie (Auswahl)
- 1988: Tiellä taas
- 1995: Eine Hochzeit in Finnland (Kivenpyörittäjän kylä)
- 1997: Die Unterwasser-Welt Islands (Vedenalainen Islanti)
- 1998: Tommy und der Luchs (Poika ja ilves)
- 1999: Blindentanz (Sokkotanssi)
- 1999: Ambush 1941 – Spähtrupp in die Hölle (Rukajärven tie)
- 2002: Menolippu Mombasaan
- 2002: Nimed marmortahvlil
- 2003: Sotalapset
- 2005: FC Venus – Fußball ist Frauensache (FC Venus)
- 2007: Black Ice (Musta Jää)
- 2010: Auf Wiedersehen Finnland
- 2012: Road North – Nordwärts (Tie pohjoiseen)